# Municipio de Mocochá

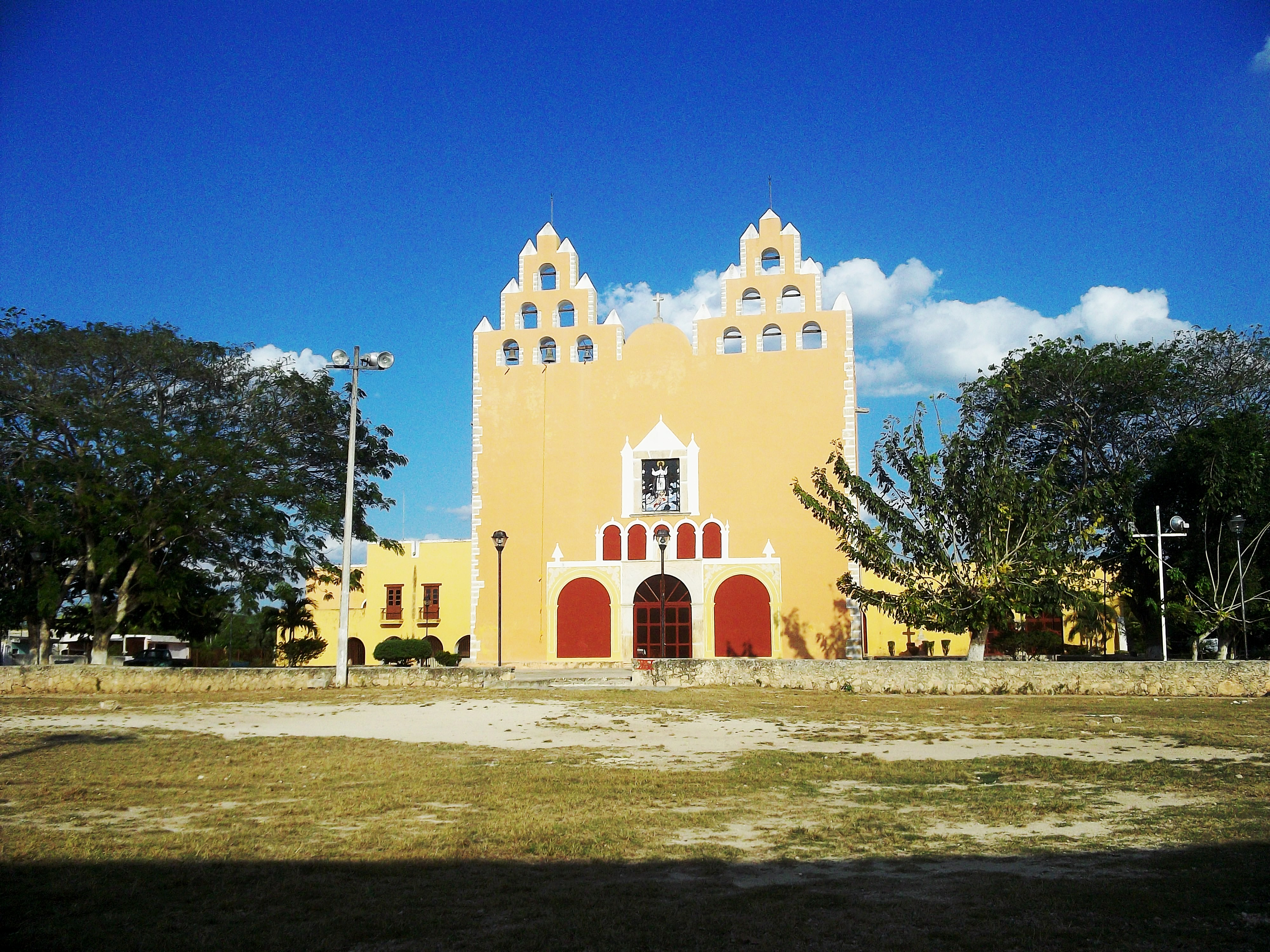
Iglesia de Mocochá, Yucatán.

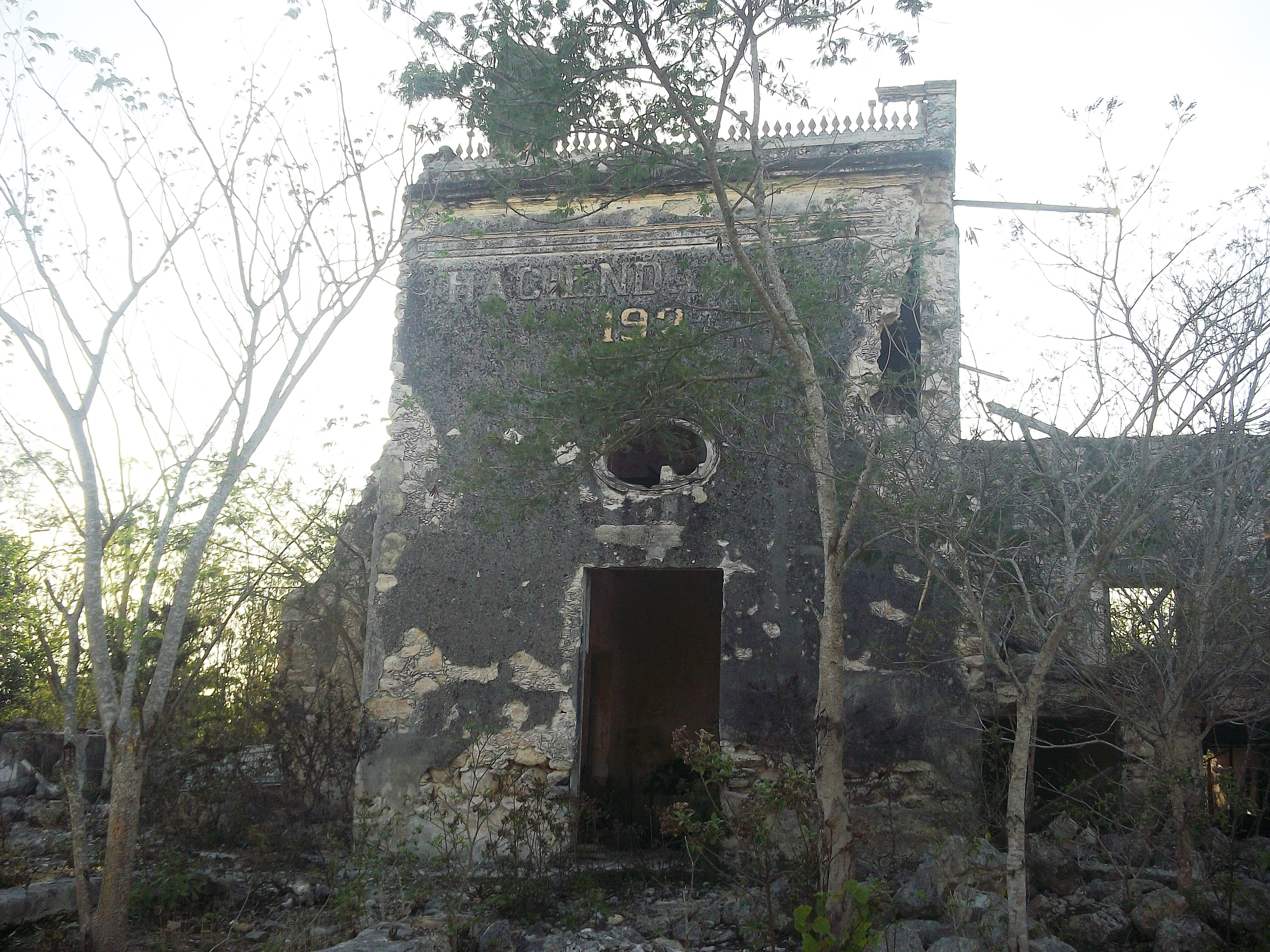
Hacienda Tekat, Yucatán.

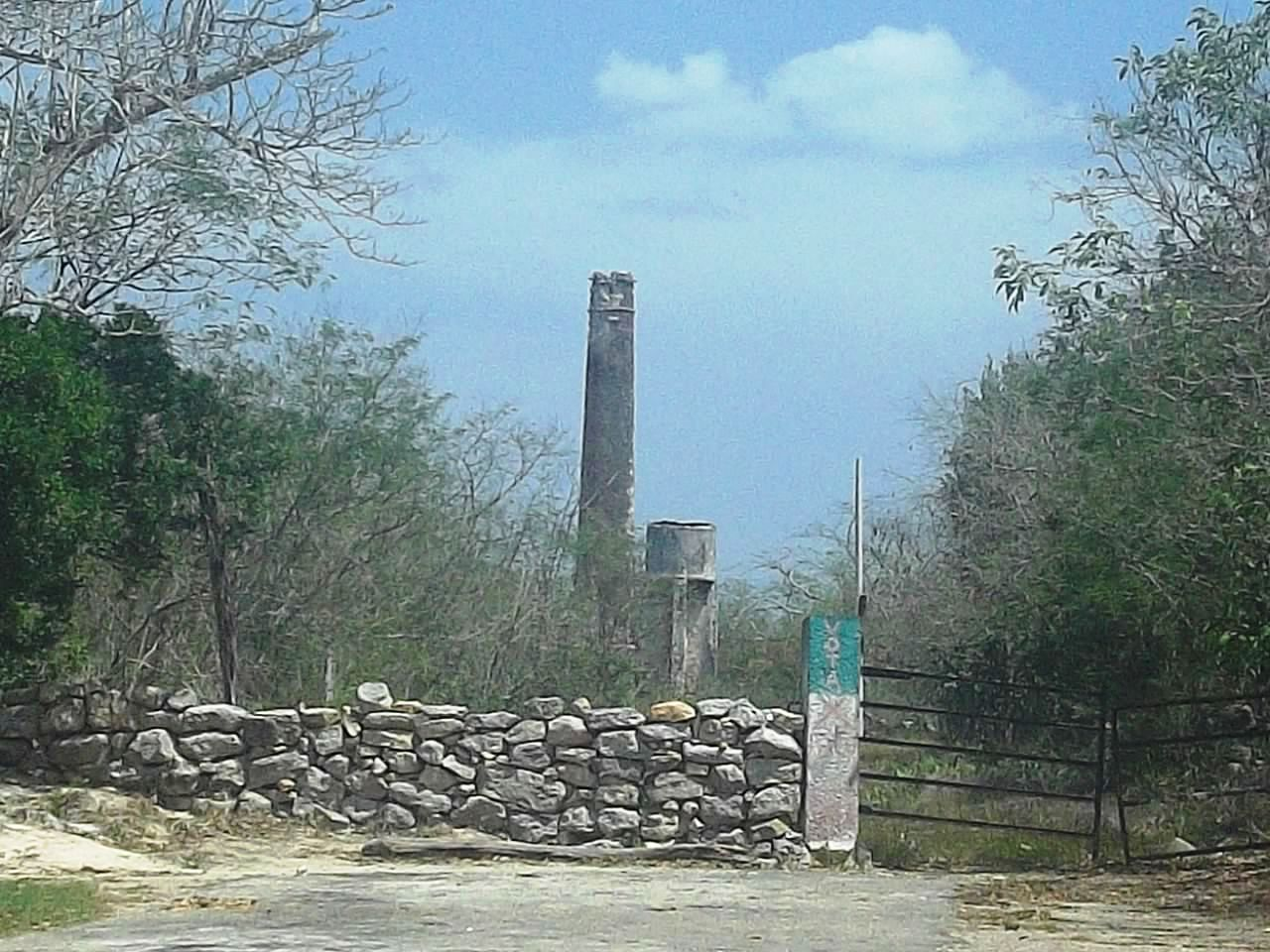
Hacienda Toó, Yucatán.

El municipio de Mocochá de Peón es uno de los 106 municipios del estado mexicano de Yucatán. Su cabecera municipal es la localidad homónima de Mocochá.

## Toponimia
Mocochá significa literalmente en lengua maya, reflejo del nudo en el agua, por derivarse de las voces Moc, nudo; och, sombra y a, agua. Una interpretación más libre establecería el significado de Agua del agujero.

## Colindancia
El municipio se encuentra en la región centro norte del estado de Yucatán. Colinda con los siguientes municipios: al norte con Ixil, al sur con  Yaxcucul, al oriente con Baca y al poniente con los municipios de Chicxulub Pueblo y de Conkal

## Datos históricos
Se han hallado cerca de la cabecera municipal vestigios arqueológicos mayas que demostrarían que la región comprendida por este municipio estuvo habitada en tiempos prehispánicos.
No se ha podido precisar la fecha de su ocupación por parte de los conquistadores, aunque hacia el año de 1649, en Mocochá se encontraba establecida una encomienda a favor de Francisco de Montejo y León (el Mozo).
En 1821, declarada la independencia de Yucatán, Mocochá formó parte del Partido de la Costa, cuya cabecera era Izamal.
A mediados del siglo XIX, el pueblo de Mocochá quedó integrado al Partido de Tixkokob
En 1918 se erige como municipio libre

## Economía
El municipio de Mocochá es parte de la denominada zona henequenera de Yucatán. Sus parcelas son adecuadas para la producción de un agave de buena calidad. Por tanto la actividad henequenera fue por muchos años la vocación regional de las haciendas Carolina y Santa Isabel, siendo grandes exportadores de fibra de henequén de la región, la familia de la Maza Arteaga fueron grandes exportadores de la preciada fibra al extranjero. A partir de la declinación de la agroindustria el municipio ha debido encontrar actividades alternas para su desarrollo económico. En la cría de aves y ganado porcino y bovino ha encontrado una parte de la solución. También se cultiva el maíz y el frijol, así como el chile y las hortalizas. 

## Atractivos turísticos
- Monumentos históricos:
  - El exconvento y templo dedicado a la Santísima Virgen de la Asunción, cuya construcción se remonta al siglo XVII
  - La casa principal de la exhacienda Tekat, construida en el siglo XIX.
- Fiestas Populares:
  - El 15 de agosto se hace la fiesta en honor a la Santísima Virgen de la Asunción, patrona del pueblo.